# Kimberly Loaiza
Kimberly Guadalupe Loaiza Martínez (Mexicali, 12 de diciembre de 1997), conocida también como Kimberly Loaiza o Kim Loaiza, es una cantante mexicana.
En 2016, dio inicio a su trayectoria como creadora de contenido de belleza en su canal de YouTube, el cual ha ganado una audiencia de más de cuarenta millones de seguidores. Su impacto en la plataforma la ha posicionado como una de las cinco youtubers más influyentes de México. Además de la creación de contenido, incursionó en la música en 2019 con el lanzamiento de su sencillo debut, «Enamorarme»,seguido con su lanzamiento de «No seas celoso».
Hasta el año 2025, Loaiza figura entre las siete usuarias con mayor cantidad de seguidores en TikTok, destacándose como una de las personalidades más influyentes en esta plataforma de alcance global.

## Biografía

### Infancia y juventud
Nació el 12 de diciembre de 1997 en Mexicali, México, trasladándose a Mazatlán a la edad de nueve años. Es la segunda de tres hermanos, con Carlos y Stefanny como sus hermanos. Su incursión en el mundo de las redes sociales comenzó a los catorce años, cuando creó una cuenta en Twitter.

## Carrera
Comenzó su trayectoria como vlogger en YouTube el 2 de diciembre de 2016, inicialmente centrándose en videos de maquillaje y tutoriales de belleza. Con el tiempo, su contenido evolucionó hacia desafíos y bromas entre amigos. En 2017, fundó el canal de YouTube Jukilop junto a Juan de Dios Pantoja. Inicialmente conocido como Jukilopa, el canal contaba con la participación de sus amigos Super Trucha, Katia Vlogs, Francisco ALV y su entonces amiga Kenia Os.
En 2019, dio inicio a su carrera musical con el lanzamiento de su primer sencillo, «Enamorarme», seguido de otros éxitos como «Más», «Apaga la Luz», «Devoto», «No seas Celoso», entre otros. Kim ha continuado consolidando su presencia en la escena musical, colaborando en varios sencillos con destacadas figuras del género urbano, tales como Zion & Lennox, Ovy On The Drums y Grupo Firme.
En agosto de 2020, se coronó como la YouTuber femenina de habla hispana más seguida en la plataforma, con una audiencia que superaba los treinta y cinco millones de suscriptores. Posteriormente, en noviembre del mismo año, incursionó en el mundo empresarial al lanzar su propia compañía de telefonía móvil, Space Movil, en colaboración con Pantoja.
En 2022, se convirtió en la primera mexicana en presentarse en el Festival Tomorrowland, compartiendo escenario con Dimitri Vegas & Like Mike. Durante su actuación, estrenó su nuevo sencillo titulado «Fuego», una colaboración con el dúo belga, que incluyó un tributo con samples del éxito «Coco Jamboo» de Mr. President.
En abril de 2022, lanzó el sencillo y vídeo musical «Piketona» junto a la cantante Lele Pons, logrando posicionarse rápidamente en tendencia en YouTube y generando una gran aceptación del público en menos de 24 horas desde su lanzamiento.
En marzo de 2023, alcanzó otro logro al convertirse en la YouTuber mexicana más seguida en la plataforma, superando los cuarenta millones de suscriptores.
En diciembre de 2023, estableció un nuevo Récord Guinness con su canal personal en la plataforma de YouTube, convirtiéndose en la youtuber hispanohablante más grande de Latinoamérica, según Guinness World Records. En ese mismo mes, anunció su retiro de YouTube y de las redes sociales en general, explicando que esta decisión se debía a su compromiso de dedicar más tiempo a la crianza de sus dos hijos. También anunció que realizará su segundo y último tour en 2024.
El 11 de julio de 2024, lanzó su canción «La mejor decisión», la cual ha generado especulaciones sobre su regreso a las redes sociales.

## Vida personal
Loaiza ha mantenido una relación con el youtuber y cantante Juan de Dios Pantoja desde el año 2013. Después de varios años juntos, en 2019 anunciaron la llegada de su primera hija, Kima. En 2020, la cantante compartió la noticia de su matrimonio con Pantoja y de su segundo embarazo. Su segundo hijo nació en 2021.

## Discografía

### Álbumes de estudio
- 2023: X Amor
- 2024: X Amor II

## Tour
- 2023: Bye Bye Tour:[22]
- 2024: La Despedida Tour

## Filmografía
| Año  | Programa          | Género       | Rol         | Notas  | Estado   | Canal         |
| ---- | ----------------- | ------------ | ----------- | ------ | -------- | ------------- |
| 2019 | Hoy               | Magazine     | Invitada    | [ 23 ] |          | Las estrellas |
| 2021 | Así se baila      | Reality show | Concursante | [ 24 ] | Abandonó | Telemundo     |
| 2022 | Despierta América | Magazine     | Invitada    | [ 25 ] |          | Univision     |
| 2023 | Mi Famoso y Yo    | Magazine     | Juez        | [ 26 ] |          | Univision     |

## Premios y nominaciones
| Año  | Premio                      | Categoría                     | Trabajo                                                       | Resultado |
| ---- | --------------------------- | ----------------------------- | ------------------------------------------------------------- | --------- |
| 2018 | Premios MTV Miaw            | Crew del año                  | Loaiza / JD Pantoja                                           | Ganadora  |
| 2018 | Premios MTV Miaw            | Rostizado del año             | Loaiza / JD Pantoja                                           | Nominada  |
| 2018 | Premios MTV Miaw            | Ícono MIAW                    | ella misma                                                    | Nominada  |
| 2018 | Premios MTV Miaw            | Instagrammer nivel dios       | ella misma                                                    | Ganadora  |
| 2018 | Kids' Choice Awards: México | Chica Trendy                  | ella misma                                                    | Nominada  |
| 2019 | Premios MTV Miaw            | Ícono MIAW                    | ella misma                                                    | Nominada  |
| 2019 | Premios MTV Miaw            | Instastories                  | ella misma                                                    | Nominada  |
| 2021 | Premios MTV Miaw            | Ícono MIAW                    | ella misma                                                    | Nominada  |
| 2021 | Premios MTV Miaw            | Creadora del año              | ella misma                                                    | Ganadora  |
| 2021 | Premios MTV Miaw            | Pareja en llamas              | Loaiza / JD Pantoja                                           | Nominada  |
| 2021 | Premios MTV Miaw            | Fandom del año                | Jukilop                                                       | Nominada  |
| 2021 | Premios Juventud            | Juntos encienden mis redes    | Loaiza / JD Pantoja                                           | Nominada  |
| 2022 | Premios Tu Música Urbano    | Top Artista Femenino          | ella misma                                                    | Ganadora  |
| 2022 | Premios MTV Miaw            | Ícono MIAW                    | ella misma                                                    | Nominada  |
| 2022 | Premios MTV Miaw            | MIAWudio del año              | ella misma                                                    | Nominada  |
| 2022 | Premios MTV Miaw            | Fandom del año                | Jukilop                                                       | Nominada  |
| 2022 | Premios MTV Miaw            | Artista más chingón de México | ella misma                                                    | Nominada  |
| 2022 | Premios MTV Miaw            | Música / Ship del año         | «Después de las 12»                                           | Ganadora  |
| 2022 | Premios Tú Awards           | Influencer femenina           | ella misma                                                    | Nominada  |
| 2022 | Premios Juventud            | La nueva generación femenina  | ella misma                                                    | Nominada  |
| 2022 | Premios Juventud            | Quiero más                    | ella misma                                                    | Nominada  |
| 2022 | Premios Juventud            | Girl Power                    | «Piketona (con Lele Pons)»                                    | Nominada  |
| 2023 | Premios Lo Nuestro          | Artista revelación: femenina  | ella misma                                                    | Ganadora  |
| 2023 | Premios Juventud            | Artista on the rise: femenina | ella misma                                                    | Nominada  |
| 2023 | Premios Juventud            | Quiero más                    | ella misma                                                    | Nominada  |
| 2023 | Premios Juventud            | Mejor canción en pareja       | «Luna (con JD Pantoja)»                                       | Nominada  |
| 2023 | Premios Juventud            | Juntos encienden mis redes    | Loaiza / JD Pantoja                                           | Nominada  |
| 2023 | Premios Juventud            | Mejor fandom                  | Jukilop                                                       | Nominada  |
| 2023 | Premios MTV Miaw            | Artista más chingón de México | ella misma                                                    | Nominada  |
| 2023 | Premios MTV Miaw            | La loba del año               | ella misma                                                    | Nominada  |
| 2023 | Premios MTV Miaw            | Styler del año                | ella misma                                                    | Nominada  |
| 2023 | Premios Heat Latin Music    | Mejor artista femenina        | ella misma                                                    | Nominada  |
| 2023 | Premios Heat Latin Music    | Mejor artista región norte    | ella misma                                                    | Nominada  |
| 2023 | Premios Heat Latin Music    | Artista revelación            | ella misma                                                    | Nominada  |
| 2023 | Socialiteen Awards          | Tiktoker del año              | ella misma                                                    | Nominada  |
| 2023 | Socialiteen Awards          | Fandom del año                | Jukilop                                                       | Nominada  |
| 2025 | Premios Lo Nuestro          | Mejor combinación favorita    | Ella misma junto a Fariana, Ptazeta, Bellakath y Yami Safdie. | Nominadas |